# John Knoll
John Knoll, född 6 oktober 1962 i Ann Arbor, Michigan, är en amerikansk designer av specialeffekter till film och TV-program men han har även haft en betydande roll inom datorindustrin då han tillsammans med sin äldre bror Thomas Knoll skapade den första versionen av Adobe Photoshop.
John Knoll arbetar på Industrial Light and Magic (ILM), en avdelning på Lucasfilm, som är specialiserad på specialeffekter. På ILM har han bland annat arbetat med storfilmer som Star Wars (både restaureringen som gjordes på den första trilogin och med effekterna till den andra trilogin), Pirates of the Caribbean-trilogin och Mission: Impossible.
Han har därtill gjort specialeffekterna till två stycken Star Trek-avsnitt, pilotavsnittet till Star Trek: The Next Generations "Encounter at Farpoint" och Star Trek: Deep Space Nines "Explorers".

## Filmer
| År   | Titel                                                 | Roll                           |
| ---- | ----------------------------------------------------- | ------------------------------ |
| 2007 | Pirates of the Caribbean - Vid världens ände          | Visual Effects Supervisor      |
| 2006 | Pirates of the Caribbean - Död mans kista             | Visual Effects Supervisor      |
| 2005 | Star Wars: Episod III - Mörkrets hämnd                | Visual Effects Supervisor      |
| 2003 | Pirates of the Caribbean - Svarta Pärlans förbannelse | Visual Effects Supervisor      |
| 2002 | Star Wars: Episod II - Klonerna anfaller              | Visual Effects Supervisor      |
| 2000 | Mission to Mars                                       | Visual Effects Supervisor      |
| 1999 | Deep Blue Sea                                         | Visual Effects Supervisor      |
| 1999 | Star Wars: Episod I – Det mörka hotet                 | Visual Effects Supervisor      |
| 1996 | Star Trek: First Contact                              | Visual Effects Supervisor      |
| 1996 | Mission: Impossible                                   | Visual Effects Supervisor      |
| 1994 | Star Trek Generations                                 | Visual Effects Supervisor      |
| 1994 | Baby's Day Out                                        | Visual Effects Supervisor      |
| 1991 | Hudson Hawk                                           | Visual Effects Supervisor      |
| 1991 | Hook                                                  | Visual Effects Supervisor      |
| 1990 | Jakten på Röd Oktober                                 | Visual Effects Supervisor      |
| 1989 | Avgrunden                                             | CG Supervisor                  |
| 1988 | Willow                                                | Motion Control Camera Operator |
| 1987 | Innerspace                                            | Motion Control Camera Operator |
| 1987 | Empire of the Sun                                     | Motion Control Camera Operator |
| 1987 | Star Trek: The Next Generation                        | Motion Control Camera Operator |
| 1986 | Star Trek IV - Resan hem                              | Motion Control Camera Operator |
| 1986 | Captain EO                                            | Motion Control Camera Operator |